# جمل ذو سنامين شائع
الجمل ذو سنامين الشائع (الاسم العلمي: Camelus bactrianus bactrianus) هو نويع من الجمل ذو سنامين يتبع جنس الجمل من فصيلة الجمليات.